# Hay Baronets
Als Hay Baronetcies bezeichnet man vier erbliche britische Adelstitel (Baronetcies), die alle in der Baronetage of Nova Scotia an Personen mit dem Familiennamen Hay verliehen wurden.

## Verleihungen
Erstmals wurde am 20. Juli 1635 der Titel Baronet, of Smithfield in the County of Peebles, für den schottischen Politiker James Hay geschaffen. Die Verleihung erfolgte mit der besonderen Erbregelung, dass der Titel an jeden männlichen Erben (heirs male whatsoever) vererbbar sei. Beim Tod seines Enkels, des 3. Baronet, mit dem um 1683 seine männliche Nachkommenlinie erlosch, fiel der Titel in einen Ruhezustand (dormant), da zunächst kein männlicher Erbe seinen Erbanspruch auf den Titel rechtswirksam nachweisen konnte; erst 1805 wurde der Titel für dessen Neffen fünften Grades James Hay, Laird of Haystoun, als 4. Baronet bestätigt. Seit dem Tod von dessen Ur-ur-urenkel, dem 11. Baronet, der keine Nachkommen hinterließ, am 2. April 1966, ruht der Titel erneut.
Am 25. August 1663 wurde der Titel Baronet, of Park in the County of Wigtown, für Sir Thomas Hay geschaffen. Der Titel erlosch beim Tod von dessen Ur-ur-ur-ur-ur-ur-urenkel, dem 11. Baronet, am 9. Juli 2020.
Am 26. März 1667 wurde der Titel Baronet, of Linplum in the County of Haddington, für James Hay geschaffen. Der Titel erlosch, als dessen Sohn, der 2. Baronet, am 20. Dezember 1751 kinderlos starb.
Am 22. Februar 1703 wurde der Titel Baronet, of Alderston in East Lothian, für John Hay geschaffen. Die Verleihung erfolgte mit dem besonderen Zusatz, dass der Titel an jeden männlichen Erben (to heirs male in perpetuum) vererbbar sei. Sein Enkel, der 3. Baronet, ergänzte er seinen Familiennamen nach seinem Schwiegervater zu „Hay-Makdougall“. Beim Tod von dessen Sohn, dem 4. Baronet, 1825, fiel der Titel an dessen Neffen dritten Grades Thomas Hay als 5. Baronet. Dessen Urenkel, der 9. Baronet, machte seinen Titelanspruch nie wirksam geltend und verwendete den Titel nie. Erst nach dessen kinderlosem Tod, 1936, machte dessen Neffe den Titel als 10. Baronet wieder geltend. Heutiger Titelinhaber ist seit 1988 dessen Neffe als 12. Baronet.

## Liste der Hay Baronets

Wappen der Hay Baronets, of Smithfield

### Hay Baronets, of Smithfield (1635)
- Sir James Hay, 1. Baronet († 1654)
- Sir John Hay, 2. Baronet († um 1659)
- Sir James Hay, 3. Baronet (1652–um 1683) (Titel ruhend)
- Sir James Hay, 4. Baronet († 1810) (Titel bestätigt 1805)
- Sir John Hay, 5. Baronet (1755–1830)
- Sir John Hay, 6. Baronet (1788–1838)
- Sir Adam Hay, 7. Baronet (1795–1867)
- Sir Robert Hay, 8. Baronet (1825–1885)
- Sir John Adam Hay, 9. Baronet (1854–1895)
- Sir Duncan Edwyn Hay, 10. Baronet (1882–1965)
- Sir Bache McEvers Athole Hay, 11. Baronet (1892–1966) (Titel ruhend)

Wappen der Hay Baronets, of Park

### Hay Baronets, of Park (1663)
- Sir Thomas Hay, 1. Baronet († um 1680)
- Sir Charles Hay, 2. Baronet (1662–1737)
- Sir Thomas Hay, 3. Baronet (um 1730–1777)
- Sir Thomas Hay, 4. Baronet († 1794)
- Sir James Hay, 5. Baronet (um 1775–1794)
- Sir William Hay, 6. Baronet (1793–1801)
- Sir John Hay, 7. Baronet (1799–1862)
- Sir Arthur Graham Hay, 8. Baronet (1839–1889)
- Sir Lewis John Erroll Hay, 9. Baronet (1866–1923)
- Sir Arthur Thomas Erroll Hay, 10. Baronet (1909–1993)
- Sir John Erroll Audley Hay, 11. Baronet (1935–2020)

Wappen der Hay Baronets, of Linplum

### Hay Baronets, of Linplum (1667)
- Sir James Hay, 1. Baronet († 1704)
- Sir Robert Hay, 2. Baronet (1672–1751)

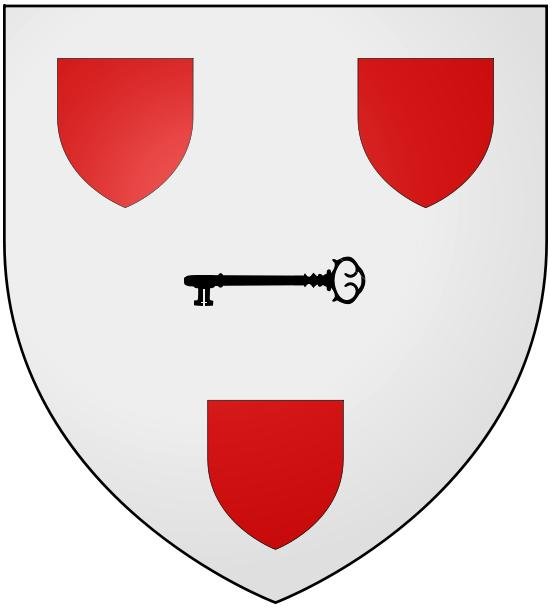
Wappen der Hay Baronets, of Alderston

### Hay Baronets, of Alderston (1703)
- Sir John Hay, 1. Baronet († 1706)
- Sir Thomas Hay, 2. Baronet († 1769)
- Sir George Hay-Makdougall, 3. Baronet (1705–1777)
- Sir Henry Hay-Makdougall, 4. Baronet (um 1750–1825)
- Sir Thomas Hay, 5. Baronet († 1832)
- Sir James Douglas Hamilton Hay, 6. Baronet (1800–1873)
- Sir Hector Maclean Hay, 7. Baronet (1821–1916)
- Sir William Henry Hay, 8. Baronet (1867–1927)
- (Sir) Edward Hamilton Hay, de iure 9. Baronet (1870–1936)
- Sir Frederick Baden-Powell Hay, 10. Baronet (1900–1985)
- Sir Ronald Nelson Hay, 11. Baronet (1910–1988)
- Sir Ronald Frederick Hamilton Hay, 12. Baronet (* 1941)

Titelerbe (Heir apparent) ist der ältere Sohn des aktuellen Titelinhabers Alexander James Hay, Younger of Alderston (* 1979).